# Vieira de Leiria
Vieira de Leiria ist eine Gemeinde (Freguesia) im portugiesischen Kreis (Concelho) von Marinha Grande. In ihr leben 5406 Einwohner (Stand 19. April 2021).

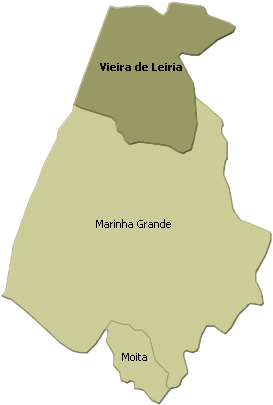
Lage der Gemeinde im Kreis Marinha Grande

## Geschichte
Der Ort wurde im Verlauf der Besiedlungspolitik von König D.Dinis im 13. Jahrhundert gegründet. Zu der 1512 neugegründeten Gemeinde Monte Real gehörten auch Vieira und Carvide. Die erste dokumentierte Erwähnung des Ortes unter seinem Namen Vieira datiert aus 1527. Im Jahr 1632 wurde Carvide zur eigenen Gemeinde, zu der auch Vieira gehörte. 1740 wurde Vieira eine eigenständige Gemeinde und erhielt den Zusatz de Leiria.
Im Verlauf der Napoleonischen Invasionen erlitt der Ort 1810 starke Zerstörungen und verlor etwa die Hälfte seiner Einwohner, die Opfer der Kriegshandlungen und vor allem der folgenden Epidemien wurden, und zusätzlich in großer Zahl weggezogen und nicht wieder zurückgekommen waren.

## Kultur und Sehenswürdigkeiten
Das denkmalgeschützte Veranstaltungs- und Ausstellungsgebäude Auditório António Campos ist dem Werk des Filmregisseurs António Campos gewidmet, wird aber auch für andere kulturelle Anlässe und Tätigkeiten genutzt.
Der ab 1969 errichtete Wohnblock Bairro ex-CAR no Casal d'Anja des Sozialen Wohnungsbaus steht unter Denkmalschutz, ebenso verschiedene Sakralbauten, darunter die 1614 errichtete, mit Azulejos ausgeschmückte Kapelle Capela de Nossa Senhora da Ajuda.
Die Sandstrände, insbesondere in Praia de Vieira, sind ebenso Anziehungspunkte, wie die ausgedehnten Waldgebiete des Pinhal de Leiria und die Marschlandschaften und Feuchtgebiete am Rio Lis.

## Wirtschaft
Traditionell sind Fischerei, Landwirtschaft, Forstwirtschaft und Holzverarbeitung die wichtige Wirtschaftszweige. Auch Glasherstellung, die hier seit 1845 betrieben wird, und die Produktion von Feilen und Klingen ist von Bedeutung. Während der Fischfang in den letzten Jahrzehnten stark an Stellenwert verloren hat und wie die Landwirtschaft meist nur noch im Nebenerwerb betrieben wird, hat der Fremdenverkehr, insbesondere am Strand Praia de Vieira, an Bedeutung gewonnen.

## Persönlichkeiten
- António José da Silva Garrido (1932–2014), Fußballschiedsrichter

## Verwaltung
Vieira de Leiria ist Sitz einer gleichnamigen Gemeinde. Folgende Ortschaften liegen in der Gemeinde:
| - Barqueiro - Boco - Casal da Malha - Casal das Raposas | - Casal d’Anja - Casal dos Lobos - Eirinhas - Galiota | - Outeiros da Vieira - Outeiros da Passagem - Passagem - Praia de Vieira | - Serraria - Talhőes - Tercenas - Vieira de Leiria |